# Premiul Bialik
Premiul Bialik (în ebraică פרס ביאליק, transliterat: Pras Bialik) este un premiu literar acordat anual de primăria orașului  Tel Aviv (Israel) pentru realizări semnificative în domeniul literaturii ebraice. Acest premiu poartă numele poetului național al Israelului Haim Nahman Bialik (1873–1934), cinstindu-i memoria. După emigrarea sa în Palestina, Bialik a ales orașul Tel Aviv ca loc al creației sale și a influențat foarte mult viața culturală a orașului.
Premiul a fost înființat la 1 ianuarie 1933, prin hotărârea Consiliului Orășenesc Tel Aviv, cu ocazia aniversării a 60 de ani de la nașterea lui Bialik, și avea scopul să încurajeze munca scriitorilor și cercetătorilor evrei care trăiesc pe teritoriul Palestinei (viitorul stat Israel). Prima laureată a premiului pentru literatură a fost Devorah Baron⁠(d). Reputația premiului a crescut în timp, iar Premiul Bialik a ajuns în prezent unul dintre cele mai prestigioase premii literare israeliene. Printre câștigătorii premiului pentru literatură s-au numărat Nurit Govrin, Aharon Megged⁠(d), Moshe Dor, Aharon Appelfeld, Yehoshua Kenaz, Meir Wieseltier⁠(d), Yehuda Amihay, Amos Oz și David Grossman.
Există două premii separate: unul pentru „literatură”, considerat ca aparținând domeniului ficțiunii, și celălalt pentru „gândire evreiască” (חכמת ישראל). Premiul pentru literatură se acordă pentru poezie, povestiri, romane, piese de teatru, eseuri, literatură pentru copii, biografii etc., iar premiul pentru gândire evreiască pentru orice eseu publicat într-o carte care tratează istoria evreilor, învățăturile lor, limba, literatura, țara, viața și credința din orice perioadă a existenței poporului evreu.
Regulamentul acordării premiilor a fost revizuit în 2015, fiind stabilite următoarele reguli: acordarea premiului se face o dată la patru ani și nu anual ca până atunci, o persoană nu poate primi acest premiu de mai multe ori și laureații premiului Israel nu sunt eligibili pentru acest premiu. În conformitate cu modificările din 2015, urmau să se acorde trei premii pentru literatură (dintre care unul pentru literatură pentru copii) și două premii pentru gândire evreiască. Valoarea premiului se actualizează periodic în funcție de bugetul municipalității și a fost stabilită în anul 2015 la 18.000 de shekeli noi.

## Lista laureaților în ordine cronologică
| An   | Laureații Premiului Bialik pentru literatură                    | Laureații Premiului Bialik pentru gândire evreiască |
| ---- | --------------------------------------------------------------- | --------------------------------------------------- |
| 1933 | Devorah Baron⁠(d) Matityahu Shoham                               | Yehezkel Kaufmann (și în 1956)                      |
| 1934 | Shmuel Yosef Agnon                                              |                                                     |
| 1935 | Avraham Freiman                                                 | Benyamin Menasseh Levin                             |
| 1936 | David Shimoni (și în 1949)                                      | Raphael Patai Moshe Zvi Segal (și în 1950)          |
| 1937 | Jacob Steinberg                                                 | Avraham Kahana                                      |
| 1938 | Ya'akov Cohen                                                   | Baruch Chizik                                       |
| 1939 | Asher Barash Yehuda Burla (și în 1954)                          | Zvi Rudy Melech Zagrodski                           |
| 1940 | Zelda Mishkovsky Shaul Tchernichovsky (și în 1942)              | Naftali Herz Tur-Sinai                              |
| 1941 | Shalom Yosef Shapira                                            | Joseph Klausner (și în 1949)                        |
| 1942 | Haim Hazaz (și în 1970) Shaul Tchernichovsky (și în 1940)       | Nahum Slouschz                                      |
| 1943 | Aharon Avraham Kabak                                            | Abraham Polak                                       |
| 1944 | Yehuda Karni Shlomo Zemach                                      | Yeruḥam Fishel Lachower                             |
| 1945 | Jacob Fichman (și în 1953)                                      | Yitzhak Baer                                        |
| 1946 | Gershon Shofman Natan Yonatan                                   | Yehudah Gur (Grazowsky)                             |
| 1947 | Uri Zvi Grinberg (și în 1954 și 1977)                           | Shmuel Abba Hordotzki                               |
| 1948 | Max Brod                                                        | Jacob Nachum Epstein                                |
| 1949 | David Shimoni (și în 1936)                                      | Joseph Klausner (și în 1941)                        |
| 1950 | Shmuel Yosef Agnon (și în 1934)                                 | Moshe Zvi Segal (și în 1936)                        |
| 1951 | Zalman Shneur                                                   | David Ben-Gurion (și în 1971)                       |
| 1952 | Isaac Dov Berkowitz (și în 1965)                                | Chaim Yehoshua Kosovski (și în 1934)                |
| 1953 | Jacob Fichman (și în 1945)                                      | Yitzhak Ben-Zvi                                     |
| 1954 | Yehuda Burla (și în 1939) Uri Zvi Grinberg (și în 1947 și 1977) | Nahman Avigad                                       |
| 1955 | Moshe Shamir                                                    | Michael Avi-Yonah Shmuel Yeivin                     |
| 1956 | Zvi Vislevsky                                                   | Yehezkel Kaufmann (și în 1933)                      |
| 1957 | Nathan Alterman                                                 | Saul Lieberman                                      |
| 1958 | neacordat                                                       | Moshe Zilberg                                       |
| 1959 | Avraham Shlonsky Eliezer Steinman                               | Moshe Meizlish                                      |
| 1960 | neacordat                                                       | Yosef Braslavy                                      |
| 1961 | Mordechai Ben Yehezkel                                          | Martin Buber                                        |
| 1962 | Baruch Kurzweil                                                 | Yosef Qafih (Kapach) (și în 1973)                   |
| 1963 | neacordat                                                       | Yehoshua Gutman                                     |
| 1964 | Yocheved Bat-Miriam                                             | Avraham Ya’ari                                      |
| 1965 | Isaac Dov Berkowitz (și în 1952)                                | Yehuda Ratzaby (și în 1979)                         |
| 1966 | Israel Efrat Zalman Shazar                                      | Shraga Abramson                                     |
| 1967 | Shimon Halkin                                                   | Abba Bendavid                                       |
| 1968 | Ezra Zussman                                                    | Gezel Kressel                                       |
| 1969 | Aharon Reuveni                                                  | Hanoch Albeck                                       |
| 1970 | Haim Hazaz (și în 1942)                                         | Nechemia Aloni                                      |
| 1971 | Amir Gilboa                                                     | David Ben-Gurion (și în 1951)                       |
| 1972 | Abraham Regelson                                                | Yeshayahu Tishbi                                    |
| 1973 | Avraham Kariv Aharon Megged                                     | Yosef Qafih (Kapach) (și în 1962)                   |
| 1974 | Israel Cohen                                                    | Yehuda Komlosh                                      |
| 1975 | Haim Gouri                                                      | neacordat                                           |
| 1976 | Yehuda Amichai Yeshurun Keshet                                  | Benyamin Kosovski                                   |
| 1977 | Uri Zvi Grinberg (și în 1947 și 1954)                           | Gershom Scholem                                     |
| 1978 | Abba Kovner Zelda                                               | Yehoshua Ben-Arieh Aaron Mirski                     |
| 1979 | Aharon Appelfeld Avot Yeshurun                                  | Yitzhak Raphael Yehuda Ratzaby (și în 1965)         |
| 1980 | Dov Sadan                                                       | Dan Miron                                           |
| 1981 | Zrubavel Gilad Yehoshua Tan-Pi                                  | Avraham Even-Shoshan Zev Vilnay                     |
| 1982 | Nathan Zach                                                     | Israel Levin                                        |
| 1983 | Nisim Aloni Ozer Rabin                                          | Ephraim Urbach Nechama Leibowitz                    |
| 1984 | Yehoshua Bar-Yosef David Shahar                                 | Mordechai Breuer                                    |
| 1985 | Hanoch Bartov Shlomo Tanai                                      | Hillel Barzel David Weiss Halivni Shlomo Pines      |
| 1986 | Yitzhak Auerbuch-Orpaz Amos Oz                                  | Ezra Fleischer                                      |
| 1987 | Moshe Dor Dahlia Ravikovitch                                    | Gershon Shaked                                      |
| 1988 | Nathan Shaham                                                   | Israel Eldad Zvi Meir Rabinovitz                    |
| 1989 | Avner Treinin A. B. Yehoshua                                    | Shmuel Abramski Shlomo Morag                        |
| 1990 | T. Carmi Pinchas Sadeh                                          | Menachem Dorman Aryeh Kasher                        |
| 1991 | S. Yizhar                                                       | Mordechai Altshuler Nathan Rotenstreich             |
| 1992 | Gabriel Preil                                                   | neacordat                                           |
| 1993 | David Avidan Amalia Kahana-Carmon                               | Yonah Frenkel Moshe Idel                            |
| 1994 | Hanoch Levin Meir Wieseltier                                    | Benjamin Pinkus                                     |
| 1995 | neacordat                                                       | neacordat                                           |
| 1996 | Yehudit Handel Ya'akov Orland                                   | Avraham Grossman Yehuda Liebes                      |
| 1997 | Yehoshua Kenaz                                                  | neacordat                                           |
| 1998 | Nurit Govrin Ephraim Kishon Aryeh Sivan                         | Aharon Dotan Eliezer Goldman Menahem Haran          |
| 1999 | Aharon Almog Yoram Kaniuk Nurit Zarchi                          | neacordat                                           |
| 2000 | neacordat                                                       | neacordat                                           |
| 2001 | neacordat                                                       | neacordat                                           |
| 2002 | Haim Be'er Maya Bejerano Yoel Hoffman Miriam Roth               | Dov Noy Israel M. Ta-Shma Israel Jacob Yuval        |
| 2003 | neacordat                                                       | neacordat                                           |
| 2004 | David Grossman Haya Shenhav Ephraim Sidon                       | Moshe Kosovski Mendel Pikaz Uriel Simon             |
| 2005 | neacordat                                                       | neacordat                                           |
| 2006 | Ruth Almog Raquel Chalfi Uri Orlev                              | Yosef Gorny Chava Turniansky                        |
| 2007 | neacordat                                                       | neacordat                                           |
| 2008 | Oded Burla Israel Eliraz Yeshayahu Koren                        | Ezra Mendelsohn David Vital                         |
| 2009 | neacordat                                                       | neacordat                                           |
| 2010 | Lea Aini Shlomit Cohen-Assif Mordechai Geldman                  | Devorah Dimant Immanuel Etkes                       |
| 2011 | neacordat                                                       | neacordat                                           |
| 2012 | Dan-Benaya Seri Sharon Ahsse Datia Ben Dor                      | Joseph Yahalom⁠(d) Hananel Mack                      |
| 2014 | Erez Biton Hedva Harechavi⁠(d) Tami Shem-Tov                     | Uzi Shavit Aaron Demsky                             |
| 2018 | Sami Berdugo Shoham Smith Aharon Shabtai                        | Hagai Ben-Shamai Nili Shupaḳ                        |
| 2022 | Dror Burstein Yael Globerman Tzipor Fromkin                     | Abraham Sagi Ziva Shamir⁠(d)                         |

## Lista laureaților în ordine alfabetică
| Literă | Laureații Premiului Bialik pentru literatură | Laureații Premiului Bialik pentru gândire evreiască |
| A      | Shmuel Yosef Agnon (1934, 1950) Sharon Ahsse (2012) Lea Aini (2010) Aharon Almog (1999) Ruth Almog (2006) Nathan Alterman (1957) Yehuda Amichai (1976) Aharon Appelfeld (1979) Yitzhak Auerbuch-Orpaz (1986) David Avidan (1993) | Shmuel Abramski (1989) Shraga Abramson (1966) Hanoch Albeck (1969) Nechemia Aloni (1970) Nisim Aloni (1983) Mordechai Altshuler (1991) Nahman Avigad (1954) |
| B      | Asher Barash (1939) Dvora Baron (1933) Hanoch Bartov (1985) Yehoshua Bar-Yosef (1984) Yocheved Bat-Miriam (1964) Haim Be'er (2002) Maya Bejerano (2002) Sami Berdugo (2018) Isaac Dov Berkowitz (1952, 1965) Erez Biton (2014) Max Brod (1948) Oded Burla (2008) Yehuda Burla (1939, 1954) Dror Burstein (2022) | Yitzhak Baer (1945) Hillel Barzel (1985) Yehoshua Ben-Arieh (1978) Abba Bendavid (1967) Datia Ben Dor (2012) David Ben-Gurion (1951, 1971) Yitzhak Ben-Zvi (1953) Yosef Braslavy (1960) Mordechai Breuer (1984) Martin Buber (1961)                                    |
| C      | T. Carmi (1990) Raquel Chalfi (2006) Israel Cohen (1974) Ya'akov Cohen (1938) Shlomit Cohen-Assif (2010) Amalya Cohen-Carmon (1993) | Baruch Chizik (1938) |
| D      | Moshe Dor (1987) | Aaron Demsky (2014) Devorah Dimant (2010) Menachem Dorman (1990) Aharon Dotan (1998) |
| E      | Israel Efrat (1966) Israel Eliraz (2008) | Israel Eldad (1988) Jacob Nachum Epstein (1948) Immanuel Etkes (2010) Avraham Even-Shoshan (1981) |
| F      | Jacob Fichman (1945, 1953) Gabriel Freil (1992) Avraham Freiman (1935) Tzipor Fromkin (2022) | Ezra Fleischer (1986) Yonah Frenkel (1993) |
| G      | Zrubavel Gilad (1981) Amir Gilboa (1971) Mordechai Geldman (2010) Yael Globerman (2022) Haim Gouri (1975) Uri Zvi Grinberg (1947, 1954, 1977) David Grossman (2004) Nurit Govrin (1998) | Eliezer Goldman (1998) Yosef Gorny 2006) Avraham Grossman (1996) Yehudah Gur (Grazowsky) (1946) Yehoshua Gutman (1963) |
| H      | Shimon Halkin (1967) Yehudit Handel (1996) Hedva Harechavi⁠(d) (2014) Haim Hazaz (1942, 1970) Yoel Hoffman (2002) | David Weiss Halivni (1985) Menahem Haran (1998) Shmuel Abba Hordotzki (1947) |
| I      | - | Moshe Idel (1993) |
| J      | - | - |
| K      | Aharon Avraham Kabak (1943) Yoram Kaniuk (1999) Yehoshua Kanz (1997) Avraham Kariv (1973) Yehuda Karni (1944) Abba Kazbener (1978) Yeshurun Keshet (1976) Ephraim Kishon (1998) Yeshayahu Koren (2008) Baruch Kurzweil (1962) | Avraham Kahana (1937) Yosef Kapach (Qafih) (1962, 1973) Aryeh Kasher (1990) Yehezkel Kaufmann (1933, 1956) Joseph Klausner (1941, 1949) Yehuda Komlosh (1974) Benyamin Kosovski (1976) Chaim Yehoshua Kosovski (1934, 1952) Moshe Kosovski (2004) Gezel Kressel (1968) |
| L      | Hanoch Levin (1994) | Yeruḥam Fishel Lachower (1944) Nechama Leibowitz (1983) Benyamin Menasseh Levin (1935) Israel Levin (1982) Saul Lieberman (1957) Yehuda Liebes (1996) |
| M      | Aharon Megged (1973) Zelda (1978) | Hananel Mack (2012) Moshe Meizlish (1959) Ezra Mendelsohn (2008) Avi-Yonah Michael (1955) Dan Miron (1980) Aaron Mirski (1978) Shlomo Morag (1989) |
| N      | - | Dov Noy (2002) |
| O      | Ya'akov Orland (1996) Uri Orlev (2006) Yitzhak Auerbuch-Orpaz (1986) Amos Oz (1986) | - |
| P      | - | Raphael Patai (1936) Mendel Pikaz (2004) Shlomo Pines (1985) Benjamin Pinkus (1994) Abraham Polak (1943) |
| Q      | - | Yosef Qafih (Kapach) (1962, 1973) |
| R      | Dalya Rabikovich (1987) Ozer Rabin (1983) Abraham Regelson (1972) Aharon Reuveni (1969) Miriam Roth (2002) | Zvi Meir Rabinovitz (1988) Yitzhak Rafael (1979) Yehuda Ratzaby (1965, 1979) Nathan Rotenstreich (1991) Zvi Rudy (1939) |
| S      | Dov Sadan (1980) Pinchas Sadeh (1990) Zelda (1978) Aharon Shabtai (2018) Nathan Shaham (1987) David Shahar (1984) Moshe Shamir (1955) Shalom Yosef Shapira (1941) Zalman Shazar (1966) Tami Shem-Tov (2014) Haya Shenhav (2004) David Shimoni (1936, 1949) Avraham Shlonsky (1959) Zalman Shneur (1951) Matityahu Shoham (1933) Gershon Shofman (1946) Ephraim Sidon (2004) Aryeh Sivan (1998) Shoham Smith (2018) Ya'akov Steinberg (1937) Eliezer Steinman (1959) | Abraham Sagi (2022) Gershom Scholem (1977) Moshe Zvi Segal (1936, 1950) Dan-Benaya Seri (2012) Gershon Shaked (1987) Hagai Ben-Shamai (2018) Ziva Shamir⁠(d) (2022) Uzi Shavit (2014) Nili Shupaḳ (2018) Uriel Simon (2004) Nahum Slouschz (1941)                       |
| T      | Shlomo Tanai (1985) Yehoshua Tan-Pi (1981) Shaul Tchernichovsky (1940, 1942) Avner Treinin (1989) Shlomo Tzemah (1944) | Israel M. Ta-Shma (2002) Yeshayahu Tishbi (1972) Chava Turniansky (2006) Naftali Herz Tur-Sinai (1940) |
| U      | - | Ephraim Urbach (1983) |
| Y      | - | Joseph Yahalom⁠(d) (2012) |
| V      | Zvi Vislevsky (1956) | Zev Vilnay (1981) David Vital (2008) |
| W      | Meir Wieseltier (1994) | - |
| X      | - | - |
| Y      | Mordechai Ben Yehezkel (1961) A. B. Yehoshua (1989) Avot Yeshurun (1979) S. Yizhar (1991) Natan Yonatan (1946) | Avraham Ya’ari (1964) Shmuel Yeivin (1955) Israel Jacob Yuval (2002) |
| Z      | Nathan Zach (1982) Nurit Zarchi (1999) Zelda (1978) Ezra Zussman (1968) | Melech Zagrodski (1939) Moshe Zilberg (1958) |